# Manuel Silva Fernandes
Manuel Silva Fernandes é um arquiteto português.

## Biografia
Destaca-se entre os seus Projetos arquitetónicos, o seguinte:
- Edifício do Banco Crédit Franco-Portugais (projeto conjunto com Eduardo Paiva Lopes) - Prémio Valmor, 1985.